# 8558 Hack
8558 Hack è un asteroide della fascia principale di circa 7,7 km di diametro. Scoperto nel 1995 e dedicato a Margherita Hack, presenta un'orbita caratterizzata da un semiasse maggiore pari a 3,1170919 au e da un'eccentricità di 0,2192418, inclinata di 0,28113° rispetto all'eclittica.

## Osservazione
8558 Hack all'opposizione raggiunge in condizioni favorevoli la diciottesima magnitudine, quando altrimenti ha una magnitudine compresa tra la diciannovesima e la ventunesima; in opposizioni particolarmente favorevoli, 8558 Hack può raggiungere una magnitudine di 17,5 (le prossime si verificheranno nel settembre 2023 e, poi, nel settembre 2034).
8558 Hack non è mai visibile ad occhio nudo, ma è necessario un piccolo telescopio.

## Storia osservativa
L'asteroide è stato scoperto il 1º agosto 1995 come un oggetto con magnitudine 17,5 da Andrea Boattini e Luciano Tesi, utilizzando il telescopio riflettore da 40 cm di diametro in dotazione all'osservatorio astronomico di San Marcello Pistoiese.
Successivamente furono individuate immagini di prescoperta acquisite nel dicembre del 1991 e nel maggio del 1994 dall'osservatorio di Kitt Peak, nell'ambito del programma di ricerca Spacewatch dell'Università dell'Arizona.
Nei giorni subito seguenti alla sua scoperta e fino al 26 settembre 1999, l'asteroide fu oggetto di molteplici osservazioni, volte principalmente a rilevarne la posizione per la determinazione della sua orbita. Negli anni seguenti, la posizione dell'asteroide è stata registrata con regolarità nei periodi di maggiore visibilità.
Nel 2010 è stato osservato attraverso il telescopio spaziale Wide-field Infrared Survey Explorer (WISE), operante nell'infrarosso, in uno studio comparativo volto a stimare l'albedo e il diametro degli asteroidi della fascia principale. A questo studio si deve l'attuale stima del diametro dell'asteroide.
Nel 2022, in occasione del centenario della nascita di Margherita Hack, l'Istituto nazionale di astrofisica ha proposto una campagna di astrofotografia dell'asteroide.

## Denominazione
La denominazione di un asteroide si compone di due elementi: un numero progressivo, che costituisce la designazione permanente dell'asteroide, assegnato quando la sua orbita è stata determinata con sufficiente accuratezza, e un nome, che può essere suggerito dal suo scopritore e successivamente analizzato e approvato dal "Comitato per la nomenclatura dei corpi minori" (Committee for Small Body Nomenclature) dell'Unione Astronomica Internazionale (IAU).
Su proposta degli scopritori, l'8 agosto 1998 l'Unione Astronomica Internazionale ha dedicato l'asteroide 8558 Hack a Margherita Hack, allora direttrice dell'osservatorio astronomico di Trieste e astronoma di fama internazionale per le sue ricerche di astrofisica stellare.

## Parametri orbitali
8558 Hack orbita a una distanza media dal Sole di 3,1170919 au, e completa una rivoluzione in 5,5 anni. L'orbita presenta un'inclinazione piuttosto ridotta, di 0,28113° rispetto al piano dell'eclittica, e un'eccentricità pari a 0,2192418. Perielio e afelio sono rispettivamente a 2,430 au e 3,80 au dal Sole. L'asteroide appartiene alla porzione più esterna della fascia principale e non raggiunge mai distanze inferiori alle 1,6 ua da Giove.

## Caratteristiche fisiche
Con una magnitudine assoluta pari a 14,66 e un'albedo geometrica pari a 0,052, il suo diametro è stato stimato in 7,667±0,313 km dall'analisi dei dati acquisiti attraverso il telescopio WISE.

## Nella cultura di massa
8558 HACK è il titolo di uno spettacolo teatrale di Diana Höbel del 2019, che ripercorre le vicende biografiche di Margherita Hack.